# Eichgraben (Dolna Austria)
Eichgraben – gmina targowa w Austrii, w kraju związkowym Dolna Austria, w powiecie St. Pölten-Land. Według danych Austriackiego Urzędu Statystycznego liczyła 4 471 mieszkańców (1 stycznia 2014).

## Współpraca
Miejscowości partnerskie:
- Alma Vii, Rumunia
- Eichgraben – dzielnica Żytawy, Niemcy